# Cantón de Gourbeyre
El cantón de Gourbeyre era una división administrativa francesa, que estaba situada en el departamento de Guadalupe y la región de Guadalupe.

## Composición
El cantón estaba formado por la comuna que le daba su nombre:
- Gourbeyre

## Supresión del cantón de Gourbeyre
En aplicación del Decreto n.º 2014-235 de 24 de febrero de 2014, el cantón de Gourbeyre fue suprimido el 22 de marzo de 2015 y su comuna pasó a formar parte del nuevo cantón de Trois-Rivières.